# Домонтович Михайло Олексійович
Домонтович Михайло Олексійович (рос. Домонтович (Домантович) Михаил Алексеевич; 24 листопада 1830, Кудрівка — 8 жовтня 1902, Петербург) — російський дворянин українського походження. Генерал від інфантерії армії Російської імперії. Також військовий історик. Батько російської і радянської суспільної діячки, революціонерки Олександри Коллонтай, яка зіграла важливу роль у появі й розбудові Радянського Союзу.

## Життєпис
Домонтович Михайло Олексійович народився 1830 року в селі Кудрівка Сосницького повіту Чернігівської губернії. Виховувався в Петровському Полтавському кадетському корпусі (ППКК), з якого був випущений 26 травня 1849 року прапорщиком у лейб-гвардії Гренадерський полк.
По закінченні в 1858 році Імператорської військової академії М. Домонтовича 1860 року було переведено в Генеральний штаб, а в 1864 році відряджено на Кавказ до складу Пшехського загону. За опис Чернігівської губернії Михайла Домонтовича було прийнято в дійсні члени Російського герографічного товариства.
У 1866 році Михайла Домонтовича було підвищено у званні до полковника, а в 1873 році його призначено інспектором класів Миколаївського кавалерійського училища.
30 серпня 1875 року його було підвищено до генерал-майора.
У 1876 році М. Домонтовича призначили начальником канцелярії завідувача громадської частини при головнокомандувачу Дунайської армії, а в 1877 році — Тирновським губернатором (у Болгарії); нагороджений орденом Св. Станіслава 1-го ступеня з мечами. Цю посаду він обіймав декілька місяців і в лютому 1878 року повернувся в Росію, де був призначений виконувати особливі доручення при головному управлінні військово-навчальних закладів, але у квітні того ж року Михайла Олексійовича знову було відряджено в Болгарію, де він виконував обов'язки директора Канцелярії імператорської комісії в Болгарії і управителя справами Ради її ж.
Михайло Домонтович працював над організацією управління нового князівства і його було нагороджено орденом Св. Анни 1-го ступеня.
У 1881 році Домонтовича було призначено позаштатним членом військово-навчального комітету й головою військово-історичної комісії з опису російсько-турецької війни 1877—1878 років, за працю у цій комісії він отримав орден Св. Володимира 2-го ступеня. У 1886 році його було підвищено до генерал-лейтенанта, у 1896 році він був призначений членом Військової ради, з 1897 по 1900 рік керував кодифікаційним відділом при цій раді, у 1898 році Михайла Олексійовича Домонтовича було підвищено до генерала від інфантерії.
М. О. Домонтович помер 8 жовтня 1902 року в Санкт-Петербурзі, поховано на кладовищі Новодівичевого монастиря.
Дочкою Домонтовича була Коллонтай Олександра Михайлівна.

## Нагороди
- Орден Святого Станіслава 1-го ступеня з мечами (1877);
- Орден Святої Анни 1-го ступеня (1878);
- Імператорський орден Святого Рівноапостольного князя Володимира 2-го ст. (1882).

## Вибрана бібліографія
- Обзор русско-турецкой войны 1877—1878 гг. на Балканском полуострове. СПб., 1900. (рос.)
- Описание русско-турецкой войны 1877—1878 гг. на Балканском полуострове и Особое прибавление. Т. 1—9. СПб., 1901—1913. (рос.)
- Черниговская губерния. Описание. (Материалы для географии и статистики России, собранные офицерами Генерального штаба). СПб., 1865 (рос.)